# Peripsychoda clavicula
Peripsychoda clavicula är en tvåvingeart som först beskrevs av Quate 1962.  Peripsychoda clavicula ingår i släktet Peripsychoda och familjen fjärilsmyggor. Inga underarter finns listade i Catalogue of Life.